# Menotti Garibaldi
Domenico Menotti Garibaldi (ur. 16 września 1840 w Rio Grande del Sud w Brazylii, zm. 22 sierpnia 1903 w Rzymie) – generał polski i włoski, wolnomularz.

## Życiorys
Był synem Giuseppe Garibaldiego i Any Marii de Jesus Ribeiro (znanej jako Anita Garibaldi). W 1860 brał udział w "wyprawie tysiąca czerwonych koszul" na Sycylię i w bitwie pod Aspromonte w czasie Risorgimento.
W czasie powstania styczniowego generał Józef Wysocki, naczelny dowódca sił zbrojnych województwa lubelskiego i ziem ruskich, mianował go naczelnym dowódcą wyprawy wschodniej i wezwał do wkroczenia ze swoimi oddziałami do polskich prowincji, zostających pod zaborem Moskiewskim, wspólnie z oddziałami Polskiemi, formującymi się w Konstantynopolu i Tulczy. Na ich czele Garibaldi miał wylądować w rejonie Odessy. Wyprawa nie doszła do skutku.
Wziął udział w wojnie francusko-pruskiej 1870–1871.
Zmarli powstańcy 1863 roku zostali odznaczeni przez prezydenta RP Ignacego Mościckiego 21 stycznia 1933 roku Krzyżem Niepodległości z Mieczami.